# Panmure Island
Panmure Island est une communauté du Canada située dans le comté de Kings sur l'Île-du-Prince-Édouard. Panmure Island est une petite île de 324 hectares au sud-est de Georgetown. Elle est reliée  par une chaussée à l'île du Prince Édouard depuis les années 1960.
La communauté a un certain nombre de résidents permanents, mais reçoit de nombreux visiteurs dans les mois d'été, quand ses villas nombreuses sont toutes occupées.

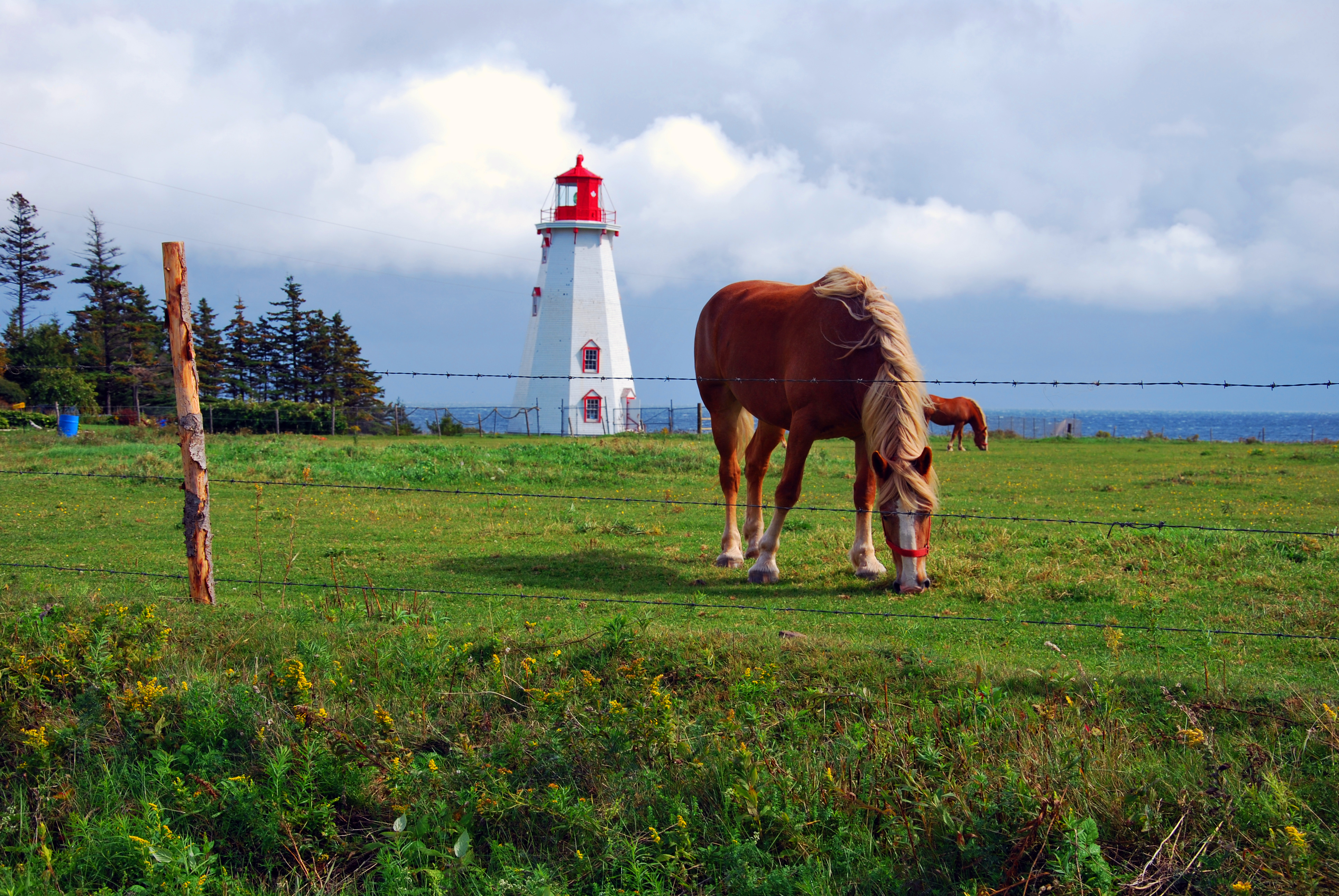
Un cheval de race Haflinger devant le phare de Panmure Island (2009).